# Filologie kandidat
Filologie kandidat, titel för den som avlagt filologisk kandidatexamen  (även filologie kandidatexamen), vilken under förra hälften av 1800-talet vid Lunds universitet var den förra av de två avdelningar, i vilka filosofie kandidatexamen avlades. Under denna period var det nämligen för avläggande av sistnämnda examen obligatoriskt med studier inom humanistisk som matematisk-naturvetenskaplig sektion (vilket upphävdes först 1907).
Filologisk kandidatexamen omfattade klassiska och orientaliska språk, historia och estetik (litteraturhistoria) och avskaffades 1844.